# Femmes vivant sous lois musulmanes
L’organisation « Femmes vivant sous lois musulmanes » est un réseau de solidarité internationale créé en 1984. L'organistion mène des activités académiques et plaide dans les domaines des droits des femmes et de la laïcité, en mettant l’accent sur l’impact des lois basées sur la religion ou les coutumes musulmanes,,,,,.

## Origines
Le réseau a démarré comme une organisation informelle sans adhésions officielles, dans laquelle des individus et des groupes assument la responsabilité de diverses initiatives. Il a attiré les femmes touchées par les lois musulmanes, qu’elles soient musulmanes ou non, réunissant des croyants religieux, des défenseurs des droits de la personne, des laïcs et des athées.
Jusqu’à la retraite de Marieme Helie Lucas en tant que, coordinatrice internationale, à la fin des années 90, l’organisation était souple, sans postes bien définis pour le personnel.

## Travaux en cours et recherches
Le réseau coordonne des recherches explorant le mécanisme par lequel les lois concernant les femmes empruntent aux pratiques culturelles, au colonialisme et en plus, aux dogmes religieux, afin d’éliminer les lois progressistes et de restreindre la liberté des femmes. Le réseau facilite également la communication entre les groupes de femmes d’Afrique et d’Asie, en partageant les expériences réussies et en aidant à coordonner les actions internationales,. Il a mené des études et préconisé des questions telles que le mariage forcé des filles et la lapidation,. Les recherches du groupe sur l’impact des lois musulmanes portant sur la famille ont conduit à la fondation de la campagne Musawah (en) en 2009.
Certains gouvernements considèrent le travail du groupe de manière défavorable. La collaboration avec des femmes vivant sous des lois musulmanes a été citée comme un motif pour l’arrestation de Nazanin Zaghari-Ratcliffe et de Homa Hoodfar en 2016 par les autorités iraniennes,,.